# HTC Magic
HTC Magic era un teléfono móvil creado por HTC Corporation en colaboración con Google, lanzado en febrero de 2009. Fue el segundo dispositivo, después de HTC Dream, corriendo con el sistema operativo Android 1.6. Es el primero que prescinde del teclado físico, confiando sus funciones a la pantalla táctil.

## Características

### Hardware
El HTC Magic conserva algunas características del HTC Dream, como la pantalla táctil o el procesador, mientras que mejora algunas otras: el almacenamiento interno pasa a ser de 512 Mb, la capacidad de la batería sube a 1340 mAh, y el peso del dispositivo disminuye ante la desaparición del teclado físico, no obstante conserva los botones físicos de la parte inferior

### Software
Este dispositivo vino de fábrica con Android 1.6 Donut, pero llegó a ser actualizado hasta Android 2.2 Froyo por la gran mayoría de operadoras que distribuyen este equipo, puede llegar a tener de forma extraoficial Android 2.3 Gingerbread mediante CyanogenMod
También viene con los servicios de Google como Google Talk, Gmail, YouTube, y su buscador, así como la posibilidad de descargar apps desde Android Market
Este dispositivo fue el último de HTC sin llevar la capa HTC Sense preinstalada, ya que a partir del HTC Hero se empezó a incluir.